# Unterseeboot 1061
L'Unterseeboot 1061 ou U-1061 est un sous-marin allemand (U-Boot) de type VIIF utilisé par la Kriegsmarine pendant la Seconde Guerre mondiale.
Le sous-marin est commandé le 25 août 1941 à Kiel (Arsenal Germania), sa quille posée le 21 août 1942, il est lancé le 22 avril 1943 et mis en service le 25 août 1943, sous le commandement de l'Oberleutnant zur See Otto Hinrichs.
L'U-1061 n'endommage ni ne coule aucun navire au cours des cinq patrouilles (119 jours en mer) qu'il effectue.
Il capitule à Bergen en mai 1945 et est détruit en décembre 1945.

## Conception
Le type VII classe F, conçu en 1941, était un transporteur de torpilles. C'était le plus lourd et le plus gros des U-Boots de type VII construits. Son armement était identique à l'exception du fait qu'il ne disposait pas de canons sur le pont, mais il pouvait en contrepartie embarquer jusqu'à 39 torpilles.
L'U-1061 avait un déplacement de 1 084 tonnes en surface et 1 181 tonnes en plongée. Il avait une longueur totale de 77,60 m, un maître-bau de 7,30 m, une hauteur de 9,60 m et un tirant d'eau de 4,90 m. Le sous-marin était propulsé par deux hélices de 1,23 m, deux moteurs diesel Germaniawerft F46 de 6 cylindres en ligne de 3 200 cv, produisant un total de 2 060 à 2 350 kW en surface et de deux moteurs électriques Allgemeine Elektricitäts-Gesellschaft GU 460/8-276 de 750 cv, produisant un total 560 kW, en plongée. Le sous-marin avait une vitesse en surface de 17,6 nœuds (32,6 km/h) et une vitesse de 7,9 nœuds (14,6 km/h) en plongée. Immergé, il avait un rayon d'action de 87 milles marins (140 km) à 4 nœuds (7,4 km/h; 4,6 milles par heure) et pouvait atteindre une profondeur de 200 m. En surface son rayon d'action était de 16 898 milles nautiques (soit 27 195 km) à 10 nœuds (19 km/h).
L'U-1061 était équipé de cinq tubes lance-torpilles de 53,3 cm (quatre montés à l'avant et un à l'arrière) et embarquait 39 torpilles. Il était équipé d'un canon 37 mm Flak M/42 qui tire à 15 350 mètres avec une cadence théorique de 50 coups par minute et de deux canons antiaérien de 20 mm C38 Flak avec 4 380 coups. Son équipage comprenait 4 officiers et 40 à 56 sous-mariniers.

## Historique
Il effectue son temps d'entraînement initial à la 5. Unterseebootsflottille jusqu'au 31 décembre 1943, puis rejoint son unité de combat dans la 12. Unterseebootsflottille.
Entre février 1944 et novembre 1944, l'U-1061 effectue des transports de torpilles T-5 FAT et d'autres armes entre Kiel et les ports de Kristiansand, de Narvik, de Bergen, de Trondheim, de Skjomenfjord et d'Horten.
Le 26 octobre 1944, le submersible quitte Kristiansand pour Trondheim. Le 27 octobre 1944 (ou le 30 octobre selon une autre source), l'U-1061 est localisé par un projecteur de nuit actionné par un avion chasseur Wellington du 407 Long Range Patrol Squadron (en) (RCAF), piloté par le Flying officer J.E. Neelin. Le bateau est illuminé et attaqué par six charges de profondeur. Le premier avion est renforcé par un bombardier Liberator du No. 224 Squadron RAF (en), piloté par le Flight lieutenant W.S. Blackden, qui procède à une seconde attaque au moyen de charges de profondeur. Le sous-marin se défend fortement avec ses canons anti-aériens. Le submersible arrive endommagé à Trondheim le 3 novembre 1944.
L'U-1061 se rend aux forces alliées le 9 mai 1945 à Bergen, en Norvège.
Le 2 juin 1945 (ou le 30 mai selon une autre source), il est transféré au point de rassemblement au Loch Ryan en vue de l'opération Deadlight, entreprise alliée de destruction massive de la flotte d'U-Boote de la Kriegsmarine.
L'U-1061 coule le 1er décembre 1945 à la position 56° 10′ N, 10° 05′ O, détruit par l'artillerie du destroyer britannique HMS Onslaught et par celle du destroyer polonais ORP Piorun.

## Affectations
- 5. Unterseebootsflottille du 25 août 1943 au 31 décembre 1943 (Période de formation).
- 12. Unterseebootsflottille du 1er janvier 1944 au 1er mars 1944 (Unité combattante).
- 5. Unterseebootsflottille du 1er mars 1944 au 30 avril 1944 (Période de formation).
- 12. Unterseebootsflottille du 1er mai 1944 au 31 octobre 1944 (Unité combattante).
- 5. Unterseebootsflottille du 1er novembre 1944 au 8 mai 1945 (Période de formation).

## Commandement
- Oberleutnant zur See Otto Hinrichs du 25 août 1943 au 19 mars 1945.
- Oberleutnant zur See Walter Jäger du 20 mars 1945 au 9 mai 1945.

## Patrouilles
|       | Commandant          | Départ           | Départ       | Arrivée         | Arrivée      | Jours     | Succès |
| ----- | ------------------- | ---------------- | ------------ | --------------- | ------------ | --------- | ------ |
| 1     | Oblt. Otto Hinrichs | 22 février 1944  | Kiel         | 23 février 1944 | Kristiansand | 2 jours   |        |
| L     | Oblt. Otto Hinrichs | 23 février 1944  | Kristiansand | 24 février 1944 | Bergen       | 2 jours   |        |
| L     | Oblt. Otto Hinrichs | 25 février 1944  | Bergen       | 2 mars 1944     | Narvik       | 7 jours   |        |
| L     | Oblt. Otto Hinrichs | 5 mars 1944      | Narvik       | 10 mars 1944    | Bergen       | 6 jours   |        |
| L     | Oblt. Otto Hinrichs | 11 mars 1944     | Bergen       | 12 mars 1944    | Kristiansand | 2 jours   |        |
| L     | Oblt. Otto Hinrichs | 13 mars 1944     | Kristiansand | 14 mars 1944    | Kiel         | 2 jours   |        |
| 2     | Oblt. Otto Hinrichs | 6 avril 1944     | Kiel         | 8 avril 1944    | Kristiansand | 3 jours   |        |
| L     | Oblt. Otto Hinrichs | 8 avril 1944     | Kristiansand | 12 avril 1944   | Narvik       | 5 jours   |        |
| L     | Oblt. Otto Hinrichs | 18 avril 1944    | Narvik       | 29 avril 1944   | Kiel         | 12 jours  |        |
|       | Oblt. Otto Hinrichs | 18 mai 1944      | Kiel         | 20 mai 1944     | Gotenhafen   | 3 jours   |        |
|       | Oblt. Otto Hinrichs | 22 mai 1944      | Gotenhafen   | 24 mai 1944     | Kiel         | 3 jours   |        |
| 3     | Oblt. Otto Hinrichs | 27 mai 1944      | Kiel         | 29 mai 1944     | Kristiansand | 3 jours   |        |
| L     | Oblt. Otto Hinrichs | 29 mai 1944      | Kristiansand | 5 juin 1944     | Skjomenfjord | 8 jours   |        |
| L     | Oblt. Otto Hinrichs | 8 juin 1944      | Skjomenfjord | 10 juin 1944    | Trondheim    | 3 jours   |        |
| L     | Oblt. Otto Hinrichs | 12 juin 1944     | Trondheim    | 13 juin 1944    | Bergen       | 2 jours   |        |
| L     | Oblt. Otto Hinrichs | 14 juin 1944     | Bergen       | 15 juin 1944    | Kristiansand | 2 jours   |        |
| L     | Oblt. Otto Hinrichs | 15 juin 1944     | Kristiansand | 17 juin 1944    | Kiel         | 3 jours   |        |
| 4     | Oblt. Otto Hinrichs | 1er juillet 1944 | Kiel         | 3 juillet 1944  | Kristiansand | 3 jours   |        |
| L     | Oblt. Otto Hinrichs | 3 juillet 1944   | Kristiansand | 5 juillet 1944  | Bergen       | 3 jours   |        |
| L     | Oblt. Otto Hinrichs | 5 juillet 1944   | Bergen       | 6 juillet 1944  | Trondheim    | 2 jours   |        |
| L     | Oblt. Otto Hinrichs | 7 juillet 1944   | Trondheim    | 9 juillet 1944  | Narvik       | 3 jours   |        |
| L     | Oblt. Otto Hinrichs | 13 juillet 1944  | Narvik       | 15 juillet 1944 | Trondheim    | 3 jours   |        |
| L     | Oblt. Otto Hinrichs | 17 juillet 1944  | Trondheim    | 18 juillet 1944 | Bergen       | 2 jours   |        |
| L     | Oblt. Otto Hinrichs | 19 juillet 1944  | Bergen       | 20 juillet 1944 | Kristiansand | 2 jours   |        |
| L     | Oblt. Otto Hinrichs | 21 juillet 1944  | Kristiansand | 23 juillet 1944 | Kiel         | 3 jours   |        |
| 5     | Oblt. Otto Hinrichs | 17 octobre 1944  | Kiel         | 19 octobre 1944 | Horten       | 3 jours   |        |
| L     | Oblt. Otto Hinrichs | 22 octobre 1944  | Horten       | 23 octobre 1944 | Kristiansand | 2 jours   |        |
| L     | Oblt. Otto Hinrichs | 26 octobre 1944  | Kristiansand | 28 octobre 1944 | Bergen       | 3 jours   |        |
| L     | Oblt. Otto Hinrichs | 28 octobre 1944  | Bergen       | 3 novembre 1944 | Trondheim    | 7 jours   |        |
|       | Oblt. Otto Hinrichs | 20 janvier 1945  | Trondheim    | 21 janvier 1945 | Bergen       | 2 jours   |        |
|       | Oblt. Otto Hinrichs | 7 février 1945   | Bergen       | 9 février 1945  | Bergen       | 3 jours   |        |
|       | Oblt. Walter Jäger  | 24 avril 1945    | Bergen       | 29 avril 1945   | Kristiansand | 6 jours   |        |
|       | Oblt. Walter Jäger  | 1er mai 1945     | Kristiansand | 4 mai 1945      | Bergen       | 4 jours   |        |
| Total | Total               | Total            | Total        | Total           | Total        | 119 jours | 0 t    |

Note : Oblt. = Oberleutnant zur See